# Вендиш-Баггендорф
Вендиш-Баггендорф (нем. Wendisch Baggendorf) — община в Германии, в земле Мекленбург-Передняя Померания.
Входит в состав района Северная Передняя Померания. Подчиняется управлению Францбург-Рихтенберг.  Население составляет 536 человек (на 31 декабря 2010 года). Занимает площадь 21,32 км².